# 霍季日
50°46′17″N 28°9′25″E / 50.77139°N 28.15694°E
霍季日（烏克蘭語：Хотиж），是烏克蘭北部的村莊，隸屬日托米爾州的茲維亞赫爾區。該村面積0.24平方公里，海拔高度206米，2001年人口43，人口密度每平方公里182.2人。